# Восточный (Тындинский район)
В Октябрьском районе Амурской области тоже есть пос. Восточный.
Восто́чный — посёлок в Тындинском районе Амурской области России. Административный центр и единственный населённый пункт Восточного сельсовета.

## География
Посёлок находится около правого берега реки Гилюй (бассейн реки Зея), на расстоянии 10 км к северо-востоку от города Тында, административного центра района.
Посёлок Восточный, как и Тындинский район, приравнен к районам Крайнего Севера.

## Население
| 2002  | 2010  | 2012  | 2013  | 2014  | 2015  | 2016  |
| ----- | ----- | ----- | ----- | ----- | ----- | ----- |
| 1583  | ↘1483 | ↘1424 | ↘1339 | ↘1294 | ↘1293 | ↘1275 |
| 2017  | 2018  | 2021  |       |       |       |       |
| ↘1239 | ↘1191 | ↗1225 |       |       |       |       |

## Улицы
| - ул. 25 Партсъезда, - ул. Заводская, - ул. Зелёная, - ул. Лесная, - ул. Механизаторов, - ул. Мира, | - ул. Молодёжная, - ул. Монтажников, - ул. Новая, - ул. Олимпийская, - пер. Олимпийский, - ул. Профсоюзная, | - ул. Родниковая, - ул. Сосновая, - ул. Таёжная, - ул. Чкалова, - ул. Чоботова, - ул. Шахтаумская. |